# Annael
Annael je izmišljen lik iz Tolkienove mitologije, serije knjig o Srednjem svetu britanskega pisatelja J. R. R. Tolkiena.
Je sindarski vilin, bil je Tuorjev očim, ko je le-ta še (v mladih letih) prebival v Mithrimu.